# Prospero Intorcetta

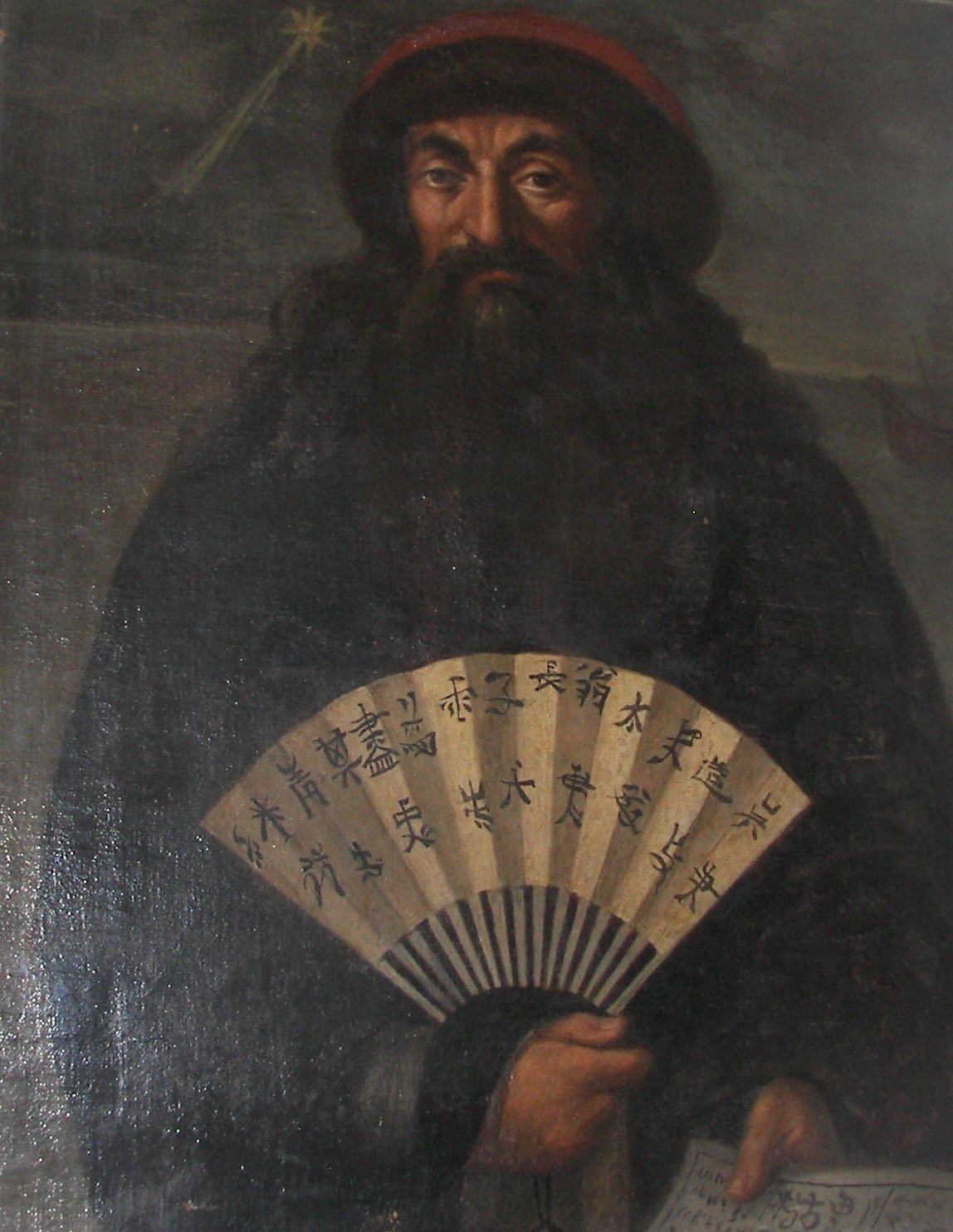
Prospero Intorcetta em 1671

Prospero Intorcetta (1626, Piazza Armerina – 1696)(nome Chinês:殷鐸澤) foi um Jesuíta siciliano ativo na China no século XVII. Ele chegou a China em 1659, junto com o Jesuíta francês Philippe Couplet, e trabalhou na região de Jiangnan. Foi particularmente importante no processo de tradução e elaboração de notas para textos clássicos do Confucionismo, vertidos para para o Latim e publicados na França, entre as décadas de 1660 e 1690.

## Biografia
Prospero Intorcetta nasceu em Platia (hoje, Piazza Armerina) em 28 de agosto de 1625. Aos dezesseis anos, ele foi aceito no Colégio dos Jesuítas da Catâniia, onde trabalhava o seu tio, Francesco Intorcetta, um reputado teólogo. Ele então se mudou para a Faculdade de Messina, onde foi ordenado sacerdote. Depois de um breve período em Palermo, decidiu tornar-se missionário na China. Chegou a China em 1659,  junto com o Jesuíta francês Philippe Couplet, e trabalhou na região de Jiangnan (hoje, Nanchang) na província de Jiangxi. Intorcetta morreu em Hangzhou no dia 3 de outubro de 1696 aos 71 anos.

## Obra
Intorcetta foi um estudioso apaixonado da filosofia chinesa e um profundo conhecedor de Confúcio. Intorcetta publicou suas notas relacionadas ao estudo dos Quatro livros em 1662, intituladas O sentido da sabedoria Chinesa como explicado pelo Pe. Ignacio da Costa, português, da Companhia de Jesus, e tornado público pelo Pe. Prospero Intorcetta, da Sicília, da mesma sociedade. Em 1687, em Paris, publicou Confucius sinarum philosophus, sive, Scientia sinensis latine exposita, juntamente com Philippe Couplet e outros jesuítas colaboradores: Chrétien Herdtrich, François Rougemont e François de Louvemont. Antes disso, em 1667, colaborou particularmente, na tradução do livro Zhongyong (中庸), "A Doutrina do Meio", que publicou sob o título de Sinarum scientia politico-moralis. Por meio da obra Sinarum scientia politico-moralis abriu-se uma importante janela para o conhecimento sobre filosofia oriental na Europa, A obra é constituída de 32 páginas e só há oito exemplares me todo o mundo. Foi responsável também pela expansão de uma "biografia" de Confúcio: Vita Confucii. Também foi tradutor de textos europeus para o chinês, especialmente os Exercícios Espirituais, de Santo Inácio de Loyola.

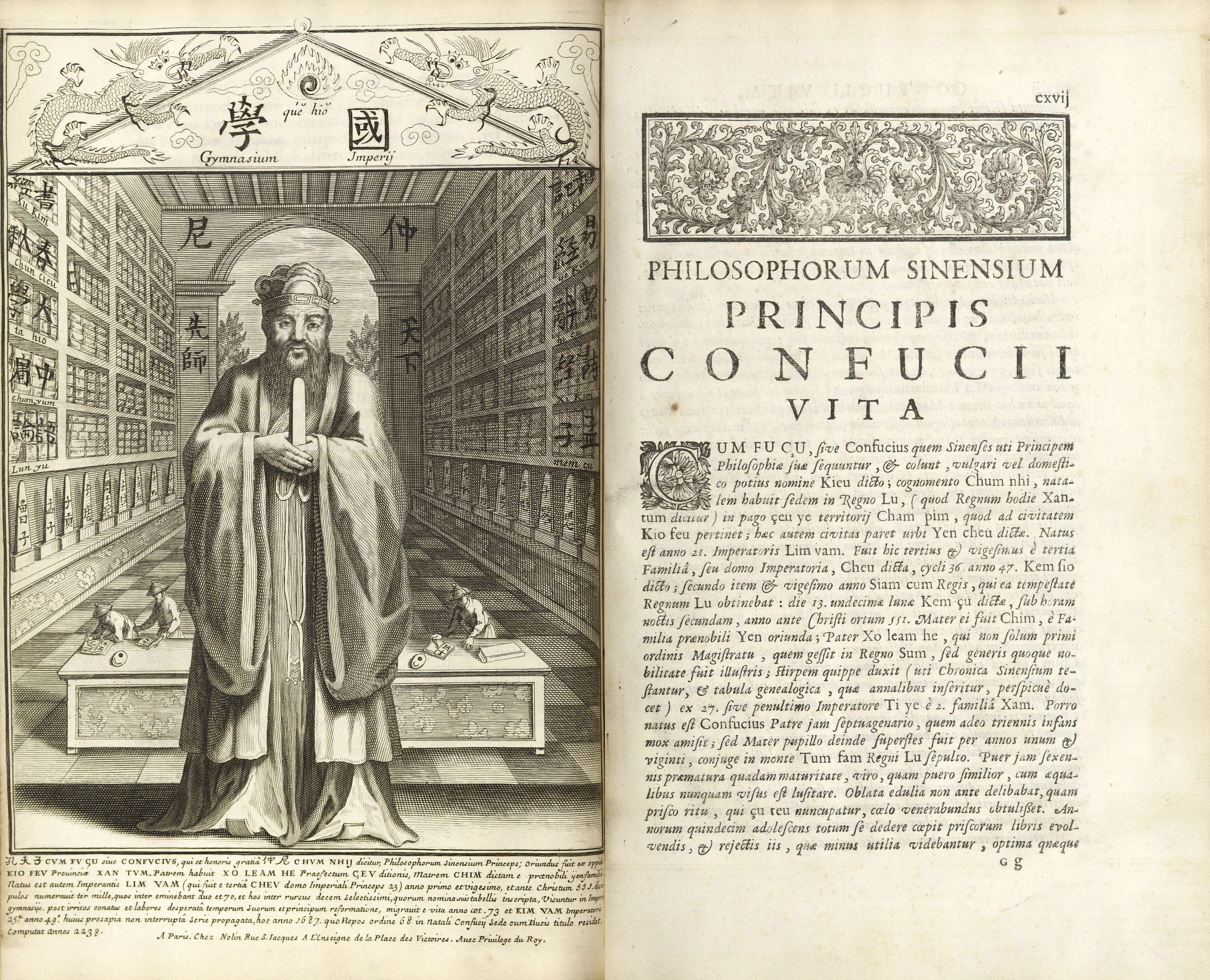
Confucius Sinarum Philosophus ("Confúcio, o Filósofo dos Chineses"), pelo Pe. Philippe Couplet, Pe. Prospero Intorcetta e outros colaboradores, de 1687.